# توم كليج
توم كليج (بالإنجليزية: Tom Clegg)‏ هو مخرج بريطاني، ولد في 16 أكتوبر 1934 في لانكشر في المملكة المتحدة، وتوفي في 25 يوليو 2016.

## وصلات خارجية
- توم كليج على موقع IMDb (الإنجليزية)
- توم كليج على موقع ألو سيني (الفرنسية)
- توم كليج على موقع أول موفي (الإنجليزية)
- توم كليج على موقع قاعدة بيانات الأفلام السويدية (السويدية)
- توم كليج على موقع قاعدة بيانات الفيلم (الإنجليزية)
- توم كليج على موقع كينوبويسك (الروسية)
- توم كليج على موقع كينوبويسك (الروسية)